# European Rugby Champions Cup 2024-2025
European Rugby Champions Cup 2024-25 fu la 30ª edizione della massima competizione europea per club di rugby a 15, l'11ª organizzata da European Professional Club Rugby (EPCR).
Si tenne dal 6 dicembre 2024 al 24 maggio 2025 tra 24 squadre provenienti da Francia, Inghilterra, Irlanda, Italia, Scozia e Sudafrica, nel formato di quattro gironi da sei squadre ciascuno con passaggio agli ottavi delle prime quattro di ogni girone.
Per ragioni di sponsorizzazione il torneo fu noto come Investec Champions Cup 2024-25 a seguito di accordo commerciale con l'istituto finanziario anglo-sudafricano Investec.
Le 24 squadre provennero in egual misura dai campionati inglese e francese in ragione di 8 squadre ciascuna, e dallo United Rugby Championship in ragione di 7 squadre; la ventiquattresima squadra, la franchise sudafricana Sharks, si qualifica come vincitrice di Challenge Cup 2023-24.
La finale vide il Bordeaux Bègles conquistare il suo primo titolo continentale sconfiggendo i Northampton con il punteggio di 28-20.
Il valore delle marcature, come stabilito da World Rugby nel 2017, è: 5 punti per ciascuna meta (7 se trasformata), 7 punti per la meta tecnica, 3 punti per la realizzazione di ciascun calcio piazzato, idem per il drop.

## Formula
I 24 club sono ripartiti in 4 gironi da 6 ciascuno e ognuno di essi incontra in gara unica quattro delle altre cinque avversarie del girone (due incontri in casa) con le seguenti restrizioni:
- ognuno dei quattro gironi non può comprendere più di due club dello stesso campionato;
- in particolare, se trattasi dell'United Rugby Championship, i due club da esso provenienti devono appartenere a ciascuno dei gironi di cui si compone tale torneo.
- per ogni girone, nessun club può giocare contro un altro club proveniente dallo stesso campionato[5].

Le prime quattro squadre di ogni girone accedono ai play-off di Champions Cup, mentre le quattro squadre quinte classificate accedono alla fase a play-off di Challenge Cup.
Il punteggio ai fini della classifica fu quello a bonus dell'Emisfero Sud, che per ogni partita prevede:
- 4 punti per la vittoria
- 2 punti ciascuno per il pareggio
- 0 punti per la sconfitta
- 1 punto aggiuntivo per la o le squadre che realizzino almeno 4 mete
- 1 eventuale punto per la squadra sconfitta con sette o meno punti di scarto,

mentre le discriminanti per arrivo a pari punti furono, nell'ordine, la miglior differenza punti/marcati subiti, il maggior numero di mete marcate, il minor numero di giocatori sanzionati per infrazioni disciplinari e, infine, il sorteggio.
In ordine decrescente di punteggio nel girone di provenienza, le prime quattro classificate del seeding ai sedicesimi di finale furono le vincitrici di ciascuno di tali gironi; le classificate dal seeding 5 a 8 furono le seconde classificate; le terze occuparono il seeding da 9 a 12 e gli ultimi posti del seeding andarono alle quarte classificate.
Gli accoppiamenti degli ottavi di finale dei play-off furono:
1. seeding 1 – seeding 16
2. seeding 2 – seeding 15
3. seeding 3 – seeding 14
4. seeding 4 – seeding 13
5. seeding 5 – seeding 12
6. seeding 6 – seeding 11
7. seeding 7 – seeding 10
8. seeding 8 – seeding 9

da disputarsi in gara unica con vantaggio del campo interno per le squadre ai primi otto posti del seeding.
I quarti di finale, da tenersi in gara unica, furono predeterminati dai seguenti accoppiamenti:
1. Vincitore OF 1 – Vincitore OF 8
2. Vincitore OF 2 – Vincitore OF 7
3. Vincitore OF 3 – Vincitore OF 6
4. Vincitore OF 4 – Vincitore OF 5

Le successive semifinali furono:
1. Vincitore QF 1 – Vincitore QF 4
2. Vincitore QF 2 – Vincitore QF 3

Sia nei quarti che nelle semifinali la squadra con il miglior seeding ai play-off disputò l'incontro in casa.
La finale si tenne in gara unica al Millennium Stadium di Cardiff.

## Squadre partecipanti
| Girone A        | Girone B    | Girone C       | Girone D         |
| --------------- | ----------- | -------------- | ---------------- |
| Bordeaux Bègles | Bath        | Bulls          | Glasgow Warriors |
| Exeter          | Benetton    | Castres        | Harlequins       |
| Leicester       | Bristol     | Munster        | Racing 92        |
| Sharks          | Clermont    | Northampton    | Sale Sharks      |
| Tolosa          | Leinster    | Saracens       | Stormers         |
| Ulster          | La Rochelle | Stade français | Tolone           |

## Fase a gironi

### Girone A
|            | Incontri              |       |
| ---------- | --------------------- | ----- |
| 7-12-2024  | Sharks — Exeter       | 39–21 |
| 8-12-2024  | B. Bègles — Leicester | 42–28 |
| 8-12-2024  | Tolosa — Ulster       | 61–21 |
| 14-12-2024 | Ulster — B. Bègles    | 19–40 |
| 14-12-2024 | Leicester — Sharks    | 56–17 |
| 15-12-2024 | Exeter — Tolosa       | 21–64 |
| 11-1-2025  | Exeter — B. Bègles    | 17–69 |
| 11-1-2025  | Sharks — Tolosa       | 8–20  |
| 11-1-2025  | Leicester — Ulster    | 38–10 |
| 17-1-2025  | Ulster — Exeter       | 52–24 |
| 19-1-2025  | B. Bègles — Sharks    | 66–12 |
| 19-1-2025  | Tolosa — Leicester    | 80–12 |

#### Classifica
| Pos | Squadra         | G | V | N | P | PF  | PS  | P±  | BP | PT |
| --- | --------------- | - | - | - | - | --- | --- | --- | -- | -- |
| A1  | Tolosa          | 2 | 2 | 0 | 0 | 125 | 42  | 83  | 2  | 10 |
| A2  | Bordeaux Bègles | 2 | 2 | 0 | 0 | 82  | 47  | 35  | 2  | 10 |
| A3  | Leicester       | 2 | 1 | 0 | 1 | 84  | 59  | 25  | 2  | 6  |
| A4  | Sharks          | 2 | 1 | 0 | 1 | 56  | 77  | −21 | 1  | 5  |
| A5  | Exeter          | 2 | 0 | 0 | 2 | 42  | 103 | −61 | 0  | 0  |
| A6  | Ulster          | 2 | 0 | 0 | 2 | 40  | 101 | −61 | 0  | 0  |

### Girone B
|            | Incontri               |       |
| ---------- | ---------------------- | ----- |
| 6-12-2024  | Bath — La Rochelle     | 20–24 |
| 7-12-2024  | Clermont — Benetton    | 28–0  |
| 8-12-2024  | Bristol — Leinster     | 12–35 |
| 14-12-2024 | Leinster — Clermont    | 15–7  |
| 14-12-2024 | La Rochelle — Bristol  | 35–7  |
| 15-12-2024 | Benetton — Bath        | 22–21 |
| 12-1-2025  | La Rochelle — Leinster | 14–16 |
| 12-1-2025  | Bristol — Benetton     | 35–29 |
| 12-1-2025  | Bath — Clermont        | 40–21 |
| 18-1-2025  | Clermont — Bristol     | 33–26 |
| 18-1-2025  | Benetton — La Rochelle | 32–25 |
| 18-1-2025  | Leinster — Bath        | 47–21 |

#### Classifica
| Pos | Squadra     | G | V | N | P | PF | PS | P±  | BP | PT |
| --- | ----------- | - | - | - | - | -- | -- | --- | -- | -- |
| B1  | La Rochelle | 2 | 2 | 0 | 0 | 59 | 27 | 32  | 1  | 9  |
| B2  | Leinster    | 2 | 2 | 0 | 0 | 50 | 19 | 31  | 1  | 9  |
| B3  | Clermont    | 2 | 1 | 0 | 1 | 35 | 15 | 20  | 1  | 5  |
| B4  | Benetton    | 2 | 1 | 0 | 1 | 22 | 49 | −27 | 1  | 5  |
| B5  | Bath        | 2 | 0 | 0 | 2 | 41 | 46 | −5  | 2  | 2  |
| B6  | Bristol     | 2 | 0 | 0 | 2 | 19 | 70 | −51 | 0  | 0  |

### Girone C
|            | Incontri                     |       |
| ---------- | ---------------------------- | ----- |
| 7-12-2024  | Northampton — Castres        | 38–8  |
| 7-12-2024  | Munster — Stade français     | 33–7  |
| 7-12-2024  | Saracens — Bulls             | 27–5  |
| 13-12-2024 | Castres — Munster            | 16–14 |
| 14-12-2024 | Bulls — Northampton          | 21–30 |
| 15-12-2024 | Stade français — Saracens    | 17–28 |
| 11-1-2025  | Munster — Saracens           | 17–12 |
| 11-1-2025  | Stade français — Northampton | 45–35 |
| 11-1-2025  | Castres — Bulls              | 49–10 |
| 18-1-2025  | Bulls — Stade français       | 48–7  |
| 18-1-2025  | Northampton — Munster        | 34–32 |
| 19-1-2025  | Saracens — Castres           | 24–32 |

#### Classifica
| Pos | Squadra        | G | V | N | P | PF | PS | P±  | BP | PT |
| --- | -------------- | - | - | - | - | -- | -- | --- | -- | -- |
| C1  | Northampton    | 2 | 2 | 0 | 0 | 68 | 29 | 39  | 2  | 10 |
| C2  | Saracens       | 2 | 2 | 0 | 0 | 55 | 22 | 33  | 1  | 9  |
| C3  | Munster        | 2 | 1 | 0 | 1 | 47 | 23 | 24  | 2  | 6  |
| C4  | Castres        | 2 | 1 | 0 | 1 | 24 | 52 | −28 | 0  | 4  |
| C5  | Bulls          | 2 | 0 | 0 | 2 | 26 | 57 | −31 | 0  | 0  |
| C6  | Stade français | 2 | 0 | 0 | 2 | 24 | 61 | −37 | 0  | 0  |

### Girone D
|            | Incontri                       |       |
| ---------- | ------------------------------ | ----- |
| 7-12-2024  | Stormers — Tolone              | 14–24 |
| 7-12-2024  | Glasgow Warriors — Sale Sharks | 38–19 |
| 7-12-2024  | Racing 92 — Halrequins         | 23–12 |
| 13-12-2024 | Sale Sharks — Racing 92        | 29–7  |
| 14-12-2024 | Harlequins — Stormers          | 53–16 |
| 15-12-2024 | Tolone — Glasgow Warriors      | 30–29 |
| 10-1-2025  | Glasgow Warriors — Racing 92   | 29–19 |
| 11-1-2025  | Stormers — Sale Sharks         | 40–0  |
| 12-1-2025  | Tolone — Harlequins            | 33–21 |
| 18-1-2025  | Harlequins — Glasgow Warriors  | 24–7  |
| 18-1-2025  | Racing 92 — Stormers           | 31–22 |
| 19-1-2025  | Sale Sharks — Tolone           | 33–7  |

#### Classifica
| Pos | Squadra          | G | V | N | P | PF | PS | P±  | BP | PT |
| --- | ---------------- | - | - | - | - | -- | -- | --- | -- | -- |
| D1  | Tolone           | 2 | 2 | 0 | 0 | 54 | 43 | 11  | 0  | 8  |
| D2  | Glasgow Warriors | 2 | 1 | 0 | 1 | 67 | 49 | 18  | 3  | 7  |
| D3  | Harlequins       | 2 | 1 | 0 | 1 | 65 | 39 | 26  | 1  | 5  |
| D4  | Sale Sharks      | 2 | 1 | 0 | 1 | 48 | 45 | 3   | 1  | 5  |
| D5  | Racing 92        | 2 | 1 | 0 | 1 | 30 | 41 | −11 | 0  | 4  |
| D6  | Stormers         | 2 | 0 | 0 | 2 | 30 | 77 | −47 | 0  | 0  |

## Seedingdelle squadre qualificate
| Pos | Squadra          | G | V | N | P | PF  | PS  | DP   | BMP | Pt |
| --- | ---------------- | - | - | - | - | --- | --- | ---- | --- | -- |
| 1   | Bordeaux Bègles  | 4 | 4 | 0 | 0 | 217 | 76  | +141 | 4   | 20 |
| 2   | Leinster         | 4 | 4 | 0 | 0 | 113 | 54  | +59  | 2   | 18 |
| 3   | Northampton      | 4 | 3 | 0 | 1 | 137 | 106 | +31  | 4   | 16 |
| 4   | Tolone           | 4 | 3 | 0 | 1 | 94  | 97  | −3   | 1   | 13 |
| 5   | Tolosa           | 4 | 4 | 0 | 0 | 225 | 62  | +163 | 3   | 19 |
| 6   | Castres          | 4 | 3 | 0 | 1 | 105 | 86  | +19  | 2   | 14 |
| 7   | Glasgow Warriors | 4 | 2 | 0 | 2 | 103 | 92  | +11  | 4   | 12 |
| 8   | La Rochelle      | 4 | 2 | 0 | 2 | 98  | 75  | +23  | 3   | 11 |
| 9   | Munster          | 4 | 2 | 0 | 2 | 96  | 69  | +27  | 4   | 12 |
| 10  | Leicester        | 4 | 2 | 0 | 2 | 134 | 149 | −15  | 3   | 11 |
| 11  | Benetton         | 4 | 2 | 0 | 2 | 83  | 109 | −26  | 3   | 11 |
| 12  | Sale Sharks      | 4 | 2 | 0 | 2 | 81  | 92  | −11  | 2   | 10 |
| 13  | Saracens         | 4 | 2 | 0 | 2 | 91  | 71  | +20  | 3   | 11 |
| 14  | Clermont         | 4 | 2 | 0 | 2 | 89  | 81  | +8   | 2   | 10 |
| 15  | Harlequins       | 4 | 2 | 0 | 2 | 110 | 79  | +31  | 1   | 9  |
| 16  | Ulster           | 4 | 1 | 0 | 3 | 102 | 163 | −61  | 1   | 5  |

## Play-off
|  | Ottavi di finale | Ottavi di finale | Ottavi di finale |                  |                 | Quarti di finale | Quarti di finale | Quarti di finale |  |  | Semifinali | Semifinali | Semifinali |  |  | Finale | Finale | Finale |  |
|  |                  |                  |                  |                  |                 |                  |                  |                  |  |  |            |            |            |  |  |        |        |        |  |
|  | 1                | Bordeaux Bègles  | 43               |                  |                 |                  |                  |                  |  |  |            |            |            |  |  |        |        |        |  |
|  | 1                | Bordeaux Bègles  | 43               |                  |                 |                  |                  |                  |  |  |            |            |            |  |  |        |        |        |  |
|  | 16               | Ulster           | 31               |                  |                 |                  |                  |                  |  |  |            |            |            |  |  |        |        |        |  |
|  | 16               | Ulster           | 31               |                  | Bordeaux Bègles | Bordeaux Bègles  | 47               |                  |  |  |            |            |            |  |  |        |        |        |  |
|  |                  |                  |                  |                  | Bordeaux Bègles | Bordeaux Bègles  | 47               |                  |  |  |            |            |            |  |  |        |        |        |  |
|  |                  |                  | Munster          | Munster          | 29              |                  |                  |                  |  |  |            |            |            |  |  |        |        |        |  |
|  | 8                | La Rochelle      | Munster          | Munster          | 29              | 24               |                  |                  |  |  |            |            |            |  |  |        |        |        |  |
|  | 8                | La Rochelle      |                  |                  |                 |                  |                  |                  |  |  |            |            |            |  |  |        |        |        |  |
|  | 9                | Munster          | 25               |                  |                 |                  |                  |                  |  |  |            |            |            |  |  |        |        |        |  |
|  | 9                | Munster          | 25               |                  | Bordeaux Bègles | Bordeaux Bègles  | 35               |                  |  |  |            |            |            |  |  |        |        |        |  |
|  |                  |                  |                  |                  |                 |                  |                  |                  |  |  |            |            |            |  |  |        |        |        |  |
|  |                  |                  | Tolosa           | Tolosa           | 18              |                  |                  |                  |  |  |            |            |            |  |  |        |        |        |  |
|  | 4                | Tolone           | Tolosa           | Tolosa           | 18              | 72               |                  |                  |  |  |            |            |            |  |  |        |        |        |  |
|  | 4                | Tolone           |                  |                  |                 |                  |                  |                  |  |  |            |            |            |  |  |        |        |        |  |
|  | 13               | Saracens         | 42               |                  |                 |                  |                  |                  |  |  |            |            |            |  |  |        |        |        |  |
|  | 13               | Saracens         | 42               |                  | Tolone          | Tolone           | 18               |                  |  |  |            |            |            |  |  |        |        |        |  |
|  |                  |                  |                  |                  | Tolone          | Tolone           | 18               |                  |  |  |            |            |            |  |  |        |        |        |  |
|  |                  |                  | Tolosa           | Tolosa           | 21              |                  |                  |                  |  |  |            |            |            |  |  |        |        |        |  |
|  | 5                | Tolosa           | Tolosa           | Tolosa           | 21              | 38               |                  |                  |  |  |            |            |            |  |  |        |        |        |  |
|  | 5                | Tolosa           |                  |                  |                 |                  |                  |                  |  |  |            |            |            |  |  |        |        |        |  |
|  | 12               | Sale Sharks      | 15               |                  |                 |                  |                  |                  |  |  |            |            |            |  |  |        |        |        |  |
|  | 12               | Sale Sharks      | 15               |                  | Bordeaux Bègles | Bordeaux Bègles  | 28               |                  |  |  |            |            |            |  |  |        |        |        |  |
|  |                  |                  |                  |                  |                 |                  |                  |                  |  |  |            |            |            |  |  |        |        |        |  |
|  |                  |                  | Northampton      | Northampton      | 20              |                  |                  |                  |  |  |            |            |            |  |  |        |        |        |  |
|  | 2                | Leinster         | Northampton      | Northampton      | 20              | 62               |                  |                  |  |  |            |            |            |  |  |        |        |        |  |
|  | 2                | Leinster         |                  |                  |                 |                  |                  |                  |  |  |            |            |            |  |  |        |        |        |  |
|  | 15               | Harlequins       | 0                |                  |                 |                  |                  |                  |  |  |            |            |            |  |  |        |        |        |  |
|  | 15               | Harlequins       | 0                |                  | Leinster        | Leinster         | 52               |                  |  |  |            |            |            |  |  |        |        |        |  |
|  |                  |                  |                  |                  | Leinster        | Leinster         | 52               |                  |  |  |            |            |            |  |  |        |        |        |  |
|  |                  |                  | Glasgow Warriors | Glasgow Warriors | 0               |                  |                  |                  |  |  |            |            |            |  |  |        |        |        |  |
|  | 7                | Glasgow Warriors | Glasgow Warriors | Glasgow Warriors | 0               | 43               |                  |                  |  |  |            |            |            |  |  |        |        |        |  |
|  | 7                | Glasgow Warriors |                  |                  |                 |                  |                  |                  |  |  |            |            |            |  |  |        |        |        |  |
|  | 10               | Leicester        | 19               |                  |                 |                  |                  |                  |  |  |            |            |            |  |  |        |        |        |  |
|  | 10               | Leicester        | 19               |                  | Leinster        | Leinster         | 34               |                  |  |  |            |            |            |  |  |        |        |        |  |
|  |                  |                  |                  |                  |                 |                  |                  |                  |  |  |            |            |            |  |  |        |        |        |  |
|  |                  |                  | Northampton      | Northampton      | 37              |                  |                  |                  |  |  |            |            |            |  |  |        |        |        |  |
|  | 3                | Northampton      | Northampton      | Northampton      | 37              | 46               |                  |                  |  |  |            |            |            |  |  |        |        |        |  |
|  | 3                | Northampton      |                  |                  |                 |                  |                  |                  |  |  |            |            |            |  |  |        |        |        |  |
|  | 14               | Clermont         | 24               |                  |                 |                  |                  |                  |  |  |            |            |            |  |  |        |        |        |  |
|  | 14               | Clermont         | 24               |                  | Northampton     | Northampton      | 51               |                  |  |  |            |            |            |  |  |        |        |        |  |
|  |                  |                  |                  |                  | Northampton     | Northampton      | 51               |                  |  |  |            |            |            |  |  |        |        |        |  |
|  |                  |                  | Castres          | Castres          | 16              |                  |                  |                  |  |  |            |            |            |  |  |        |        |        |  |
|  | 6                | Castres          | Castres          | Castres          | 16              | 39               |                  |                  |  |  |            |            |            |  |  |        |        |        |  |
|  | 6                | Castres          |                  |                  |                 |                  |                  |                  |  |  |            |            |            |  |  |        |        |        |  |
|  | 11               | Benetton         | 37               |                  |                 |                  |                  |                  |  |  |            |            |            |  |  |        |        |        |  |

### Ottavi di finale
| Arbitro: | Andrew Brace |

|                                                                  |      |                                 |
| F. Smith 18’ Freeman 23’, 29’, 60’ Augustus 41’, 46’ Pollock 71’ | mt   | 11’ Moala 49’ Raka 55’ Fainga’a |
| F. Smith 18’, 41’, 46’, 71’                                      | tr   | 11’, 49’, 55’ Belleau           |
| F. Smith 15’                                                     | c.p. | 4’ Belleau                      |

| Arbitro: | Nik'a Amashuk'eli |

| |      |                                                                             |
| Wainiqolo 5’ Isa 35’, 55’, 59’ Jaminet 39’, 70’ Alainu’uese 44’ Fainga’anuku 62’ Serin 74’ Tuicuvu 76’ | mt   | 3’, 22’ J.M. González 7’ Tompkins 16’ O. Hartley 31’ I. v. Zyl 65’ Hadfield |
| Jaminet 6’, 35’, 39’, 55’, 59’, 62’, 74’, 76’                                                          | tr   | 3’, 7’, 16’, 22’, 31’, 65’ Burke                                            |
| Jaminet 12’, 14’                                                                                       | c.p. |                                                                             |

| Arbitro: | Pierre Brousset |

| |    |  |
| Prendergast 14’ McCarthy 17’ Osborne 27’ v.d. Flier 44’ Ringrose 47’ Sheehan 57’ tecnica 65’ R. Byrne 71’ Lowe 76’, 79’ | mt |  |
| Prendergast 17’, 27’, 47’ R. Byrne 71’, 79’                                                                             | tr |  |

| Arbitro: | Karl Dickson |

|                                                                     |      |                                                       |
| Baget 2’, 22’ Chabouni 16’ Babillot 39’ Ambadiang 64’ Fernandez 78’ | mt   | 4’ Gallo 32’ Mendy 35’ Brex 43’ Bernasconi 57’ Odogwu |
| le Brun 2’, 16’ Fernandez 78’                                       | tr   | 4’, 35’, 57’ Albornoz                                 |
| le Brun 47’                                                         | c.p. | 7’, 62’ Albornoz                                      |

| Arbitro: | Andrea Piardi |

|                                    |      |                                    |
| Botia 10’ tecnica 65’ Bosmorin 76’ | mt   | 24’ Casey 47’ Coombes 51’ A. Smith |
| West 10’ Hastoy 76’                | tr   | 24’, 47’ Crowley                   |
| West 42’                           | c.p. | 41’ Crowley                        |
|                                    | drop | 68’ Crowley                        |

| Arbitro: | Craig Evans |

|                                                                  |      |                                         |
| H. Venter 13’, 74’ Vailanu 18’, 41’ A. Hastings 49’ G. Horne 50’ | mt   | 2’ Cracknell 55’ Kata 66’ H. Liebenberg |
| A. Hastings 13’, 18’, 41’, 49’, 50’                              | tr   | 55’, 66’ Pollard                        |
| A. Hastings 42’                                                  | c.p. |                                         |

| Arbitro: | Luke Pearce |

|                                                                                 |      |                                                  |
| Penaud 6’ Tameifuna 15’ Coleman 20’ Buros 40’ Lamothe 50’ Janse v. Rensburg 70’ | mt   | 28’ O’Toole 35’ McCann 55’ Timoney 63’, 75’ Ward |
| Carbery 6’, 15’, 20’, 40’ Jalibert 70’                                          | tr   | 28’, 35’ Cooney 75’ N. Doak                      |
| Lucu 46’                                                                        | c.p. |                                                  |

| Arbitro: | Sam Grove-White |

|                                                          |      |                      |
| Willis 1’ Cros 45’ Marchand 58’ Capuozzo 73’ Cramont 76’ | mt   | 4’ James 29’ J. Hill |
| Ramos 1’, 45’, 58’, 73’, 76’                             | tr   | 29’ G. Ford          |
| Ramos 35’                                                | c.p. | 21’ G. Ford          |

### Quarti di finale
| Arbitro: | Luke Pearce |

|                                                                                      |    |  |
| Deegan 13’, 75’ tecnica 22’ Lowe 24’ O’Brien 29’ Keenan 33’ Ringrose 46’ Sheehan 57’ | mt |  |
| Prendergast 13’, 29’, 33’, 46’, 57’                                                  | tr |  |

| Arbitro: | Nik'a Amashuk'eli |

|                                                                          |      |                                             |
| Penaud 5’ Lucu 12’ Samu 24’ Echegaray 33’ Lamothe 56’ Bielle-Biarrey 77’ | mt   | 43’ Nankivell 50’, 72’ A. Smith 67’ tecnica |
| Jalibert 12’, 24’, 33’ Lucu 77’                                          | tr   | 44’, 73’ Crowley                            |
| Jalibert 11’, 53’, 66’                                                   | c.p. | 9’ Crowley                                  |

| Arbitro: | Andrea Piardi |

|                                                                              |      |                        |
| Freeman 6’ C. Langdon 13’ Coles 31’ Furbank 44’ Pollock 47’, 61’ Pearson 77’ | mt   | 25’ Fernandez          |
| F. Smith 6’, 44’, 47’, 61’, 77’                                              | tr   | 25’ Fernandez          |
| F. Smith 22’, 68’                                                            | c.p. | 9’, 39’, 42’ Fernandez |

| Arbitro: | Matthew Carley |

|                                      |      |                     |
|                                      | mt   | 42’ Willis 50’ Ahki |
|                                      | tr   | 51’ Ramos           |
| Jaminet 12’, 23’, 28’, 31’, 59’, 62’ | c.p. | 10’, 41’, 80’ Ramos |

### Semifinali
| Arbitro: | Pierre Brousset |

|                                                    |      |                                           |
| O’Brien 17’ v.d. Flier 25’, 58’ Doris 46’ Lowe 69’ | mt   | 7’, 35’, 37’ Freeman 28’ Pollock 62’ Ramm |
| Prendergast 25’, 47’, 70’                          | tr   | 8’, 29’, 63’ F. Smith                     |
| Prendergast 13’                                    | c.p. | 22’, 55’ F. Smith                         |

| Arbitro: | Andrew Brace |

|                                                            |      |                         |
| Samu 3’ Bielle-Biarrey 22’, 40’ Bochaton 63’ Tameifuna 77’ | mt   | 14’ Delibes 54’ Barassi |
| Jalibert 4’, 41’                                           | tr   | 54’ Mallía              |
| Jalibert 8’ Lucu 28’                                       | c.p. | 10’, 20’ Mallía         |

### Finale
| Arbitro: | Nik'a Amashuk'eli |

| |              | |
| Coles 1’, 40’ | mt           | 5’, 36’ Penaud 20’ Coleman 55’ Cazeaux |
| F. Smith 2’, 40’ | tr           | 21’ Jalibert |
| F. Smith 24’, 32’ | c.p.         | 28’ Jalibert 44’ Lucu |
| · 4’ Furbank · 35-45’ Freeman · Dingwall · Hutchinson · 2’ Ramm · F. Smith · Mitchell · Pollock · Kemeny · Coles · 60’ Lockett · 29’ Mayanavanua · 59’ Davison · 60’ Langdon · 65’ Iyogun | Formazioni   | · Buros 20’ · Penaud · Depoortère · Moefana 72’ · Bielle-Biarrey · Jalibert · Lucu · Samu 67’ · Petti · Diaby 29-39’ 40’ · Cazeaux · Coleman 50’ · Falatea 40’ · Lamothe 62’ · Poirot 58’ |
| · 2’ Sleightholme · 4’ 78’ Litchfield · 29’ 43-53’ Prowse · 59’ Millar-Mills · 60’ Scott-Young · 60’ Wright · 65’ Haffar · 78’ T. James                                                   | Sostituzioni | · Retière 20’ · Gazzotti 40’ · Tameifuna 40’ · Bochaton 50’ · Boniface 58’ · Sa 62’ · Vergnes-Taillefer 67’ · Janse v. Rensburg 72’                                                       |
| Phil Dowson | Allenatori   | Yannick Bru |